# Дети шпионов 4D
«Дети шпионов 4D» (также Дети шпионов 4: Армагеддон, англ. Spy Kids: All the Time in the World) — американский шпионский комедийный боевик 2011 года режиссёра и сценариста Роберта Родригеса. Это четвёртый и заключительный фильм оригинальной серии фильмов «Дети шпионов» и самостоятельное продолжение фильма «Дети шпионов 3: Игра окончена». В главных ролях Роуэн Бланчард, Мейсон Кук, Джессика Альба, Джоэл Макхейл, Алекса Вега, Дэрил Сабара, Рики Джервейс, Джереми Пивен. Это первый фильм в серии без участия Антонио Бандераса или Карлы Гуджино и не выпущенный студией Miramax Films.
Мировая премьера фильма состоялась 31 июля 2011 года в Лос-Анджелесе, штат Калифорния, затем фильм был выпущен 18 августа в России и 19 августа в США. В фильме используется «Арома-скоп», который позволяет зрителям чувствовать запахи и ароматы из фильма с помощью карт скретч и нюхов, напоминающих мультфильм «Карапузы встречаются с Торнберри».

## Сюжет
Это история жизни шпионки Мариссы Уилсон. На девятом месяце беременности шпионка выполняет одно из своих шпионский заданий: пытается поймать Тик Така, который украл мини-диск. Тик Так, пытавшийся сбежать от шпионки, вскоре пойман агентами Дангер Д’Амо. Приехав в больницу, Марисса родила малышку.
Спустя год Уилбур Уилсон (муж Мариссы) снимается на телевидении и играет роль охотника на шпионов. Многие замечают в городе, что время идёт гораздо быстрее, чем должно. Одним вечером Марисса дарит своей падчерице Ребекке кулон. Вскоре Марисса по телевизору узнаёт, что время ускоряется всё больше и больше, и что в этом замешан Хранитель Времени. Дангер Д’Амо сообщает шпионке, что Хранителю Времени нужен сапфир Хронос, а также, что Тик Так сбежал из тюрьмы.
На следующий день Марисса просит, чтобы Ребекка отдала ей сапфир. Та отдаёт шпионке коробочку без сапфира. И Марисса, уверенная, что сапфир у неё, уезжает в штаб-квартиру OSS, чтобы отдать сапфир, поставив свой дом в режим защиты. В это время к дому подъезжает фургон с людьми Тик Така, которые взрывают вход. Ребекка и Сесил попадают в комнату безопасности и узнают две вещи: Марисса — шпионка, а Аргонавт (их собака) на самом деле робот. Комната подверглась нападению, поэтому собака и дети садятся в реактивные сани и летят в OSS. Их преследуют люди Тик Така. Ребекка и Сесил добираются до штаб-квартиры. Их встречает Кармен, племянница Мариссы, которая проводит в комнату для работников, предварительно показав устройства для шпионов. Дети, узнав, что Хранитель Времени — это Дангер Д’Амо, находят телепорт и попадают в магазин часов. Они находят анаграмму ALE TOVRE — ELEVATOR — «лифт». В это время Уилбур едет к магазину, выискивая шпионов с помощью особого прибора. Дети вместе с собакой подходят к компьютеру и узнают про мальчика, застрявшего во времени, устройство АРМАГЕДДОН и сапфир Хронос, который может остановить его. Их ловит и останавливает во времени Тик Так, после чего приносит к Хранителю Времени. Ребекку и Сессила находят Кармен и Марисса. Они спасают детей, а сами с людьми Хранителя Времени устраивают битву. В это время Тик Так забирает у Ребекки кулон, и битва прекращается. Кулон вскоре уничтожают, и Хранитель Времени, пытавшийся вернуться в прошлое, чтобы больше времени провести с отцом, сдаётся.

## В ролях
- Мейсон Кук — Сесил Уилсон
- Роуэн Бланчард — Ребекка Уилсон
- Джессика Альба — Марисса Кортес Уилсон
- Джоэл Макхейл — Уилбур Уилсон[5][6]
- Алекса Вега — Кармен Кортес
- Дэрил Сабара — Джуни Кортес
- Дэнни Трехо — Исидор «Мачете» Кортес
- Рики Джервейс — пёс Аргонавт (озвучка)
- Джереми Пивен — Хранитель времени / Тик-так / Дангер Д'Амо
- Чак Кьюро — ведущий новостей
- Джонатан Брек — босс Уилбура Уилсона

## Отзывы
Фильм получил в основном негативные отзывы кинокритиков. На Rotten Tomatoes положительные обзоры написали 23 % критиков, средний рейтинг составляет 3,9 из 10. На Metacritic фильм получил 37 баллов из 100 на основе 14 рецензий.

## Другие медиа

### Отменённое продолжение
Dimension Films сразу после четвёртой части анонсировала пятую часть серии фильмов «Дети шпионов». Тогда велись переговоры об ожидаемом возвращении оригинального состава. Однако в 2012 году фильм был отложен от запланированного производства, поскольку подросшие на тот момент звёзды четвёртого фильма Роуэн Бланчард и Мейсон Кук были заняты в других проектах («Истории Райли» и «Просто нет слов» соответственно). В результате съёмки продолжения были отменены. Тем не менее, в 2023 году был снят фильм-перезапуск франшизы — «Дети шпионов: Армагеддон», с новым актёрским составом.

### Мультсериал
16 июня 2016 года Netflix и The Weinstein Company объявили о перезагрузке «Детей шпионов» в виде анимационного сериала под названием «Дети шпионов: Критическая миссия», который был выпущен в 2018 году.